# Unité urbaine de Briançon
L'unité urbaine de Briançon est une unité urbaine française centrée sur la commune de Briançon, dans le département des Hautes-Alpes, en région Provence-Alpes-Côte d'Azur.

## Données générales
En 2010, selon l'Insee, l'unité urbaine était composée de six communes.
En 2020, à la suite d'un nouveau zonage, elle est composée des six mêmes communes.
En 2022, avec 15 592 habitants, elle représente la 2e unité urbaine du département des Hautes-Alpes et occupe le 19e rang dans la région Provence-Alpes-Côte d'Azur.
En 2022, sa densité de population s'élève à 101 hab/km2. Par sa superficie, elle ne représente que 2,8 % du territoire départemental mais, par sa population, elle regroupe 11,01 % de la population du département des Hautes-Alpes.

## Composition de l'unité urbaine en 2020
Elle est composée des six communes suivantes :
| Nom                     | Code Insee | Département  | Statut       | Superficie (km2) | Population (dernière pop. légale) | Densité (hab./km2) | Modifier                                    |
| ----------------------- | ---------- | ------------ | ------------ | ---------------- | --------------------------------- | ------------------ | ------------------------------------------- |
| Briançon (ville-centre) | 05023      | Hautes-Alpes | ville-centre | 28,07            | 10 748 (2022)                     | 383                | modifier les données · modifier les données |
| Puy-Saint-André         | 05107      | Hautes-Alpes | banlieue     | 15,37            | 471 (2022)                        | 31                 | modifier les données · modifier les données |
| Puy-Saint-Pierre        | 05109      | Hautes-Alpes | banlieue     | 7,74             | 517 (2022)                        | 67                 | modifier les données · modifier les données |
| Saint-Chaffrey          | 05133      | Hautes-Alpes | banlieue     | 25,88            | 1 504 (2022)                      | 58                 | modifier les données · modifier les données |
| La Salle-les-Alpes      | 05161      | Hautes-Alpes | banlieue     | 35,42            | 919 (2022)                        | 26                 | modifier les données · modifier les données |
| Villar-Saint-Pancrace   | 05183      | Hautes-Alpes | banlieue     | 42,53            | 1 433 (2022)                      | 34                 | modifier les données · modifier les données |

## Évolution démographique
| 1968   | 1975   | 1982   | 1990   | 1999   | 2010   | 2015   | 2022   |
| ------ | ------ | ------ | ------ | ------ | ------ | ------ | ------ |
| 11 025 | 12 314 | 13 320 | 15 364 | 15 508 | 16 633 | 17 468 | 15 592 |

#### Données générales
- Unité urbaine
- Aire d'attraction d'une ville
- Liste des unités urbaines de France

#### Données démographiques en rapport avec l'unité urbaine de Briançon
- Aire d'attraction de Briançon
- Arrondissement de Briançon

#### Données démographiques en rapport avec les Hautes-Alpes
- Démographie des Hautes-Alpes